# 戦艦大和艦歌
戦艦大和艦歌 (せんかんやまとかんか、旧字体：戰艦大和艦歌) は、戦艦大和の艦内歌である。単に戦艦大和とも言われる。作詞は坂井保朗少佐、作曲は岩田重一軍楽隊長と伝えられる。

## 製作
戦艦大和が任務についた直後は艦内歌が制定されていなかったが、後の1942年（昭和17年）頃、歌詞、楽曲の募集が行われ制定された。
大和は国民に存在を知られていない超重要機密事項であり、なおかつ海軍軍人の間でさえ乗組員、一部の海軍軍人を除き知らされていなかったため、募集は艦内に限られていたようである。

## 歌詞
| 1. 遠󠄁天皇の 畏くも 肇󠄁め給ひし 大大和 永久に榮ゆる 日ノ本の 神󠄀武の正氣 今茲に 凝りてぞ成れる 浮󠄁きつ城     |
| 2. 醜の御楯と 畏みて 倒れて止まぬ 盡忠の 大和丈󠄁夫 數二千 心を磨󠄁き 技を練󠄀り 斷乎と衞れ 太平󠄁洋             |
| 3. 嗚呼悠久に 傳ふべき 八紘爲宇の 大理想 行く手を阻む 敵有らば 無敵の巨砲󠄁 雷と吼え 擊ちてし停まん 大和魂 |

二番と三番の間の間奏に「海ゆかば」が使われているが、歌うのかは不明。
なお、本作品の前半部分の旋律は1941年（昭和16年）に大政翼賛会が制定した大政翼賛の歌（作詞 山岡勝人、作曲 鷹司平通）と同一であるが、経緯については判明しない。